# 二坝镇
二坝镇，是中华人民共和国安徽省芜湖市鸠江区下辖的一个乡镇级行政单位。

## 行政区划
二坝镇下辖以下地区：
二坝社区、长安社区、农场社区、雍南社区、天河村、中路村、蛟矶村、永宁村、龙泉村、杨坝村、水楼村、提树村、汾水村和康湾村。